# Paula Weber-Bernhard

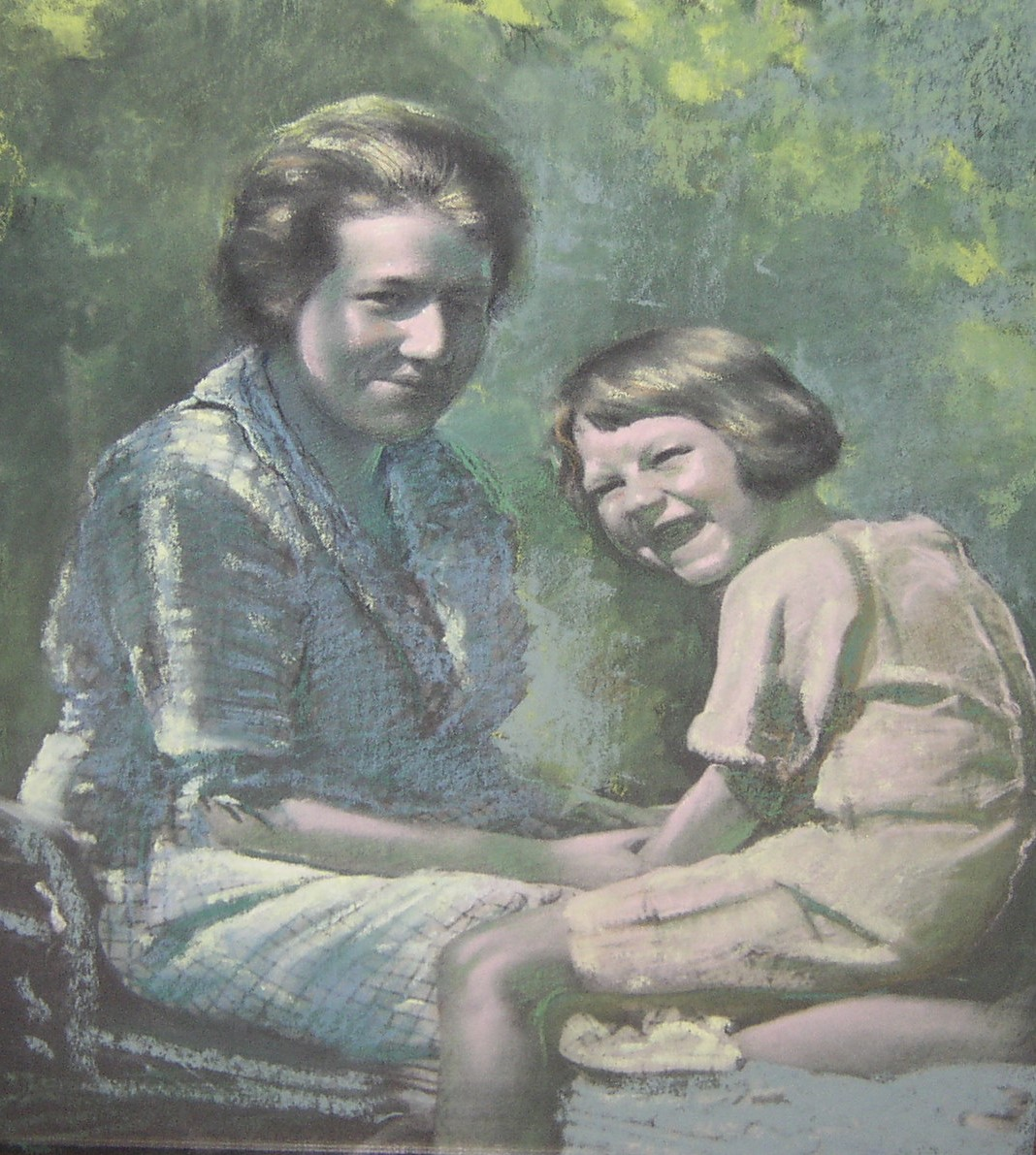
Paula Weber und Tochter Annie Marie

Paula Weber-Bernhard, geborene Bernhard (* 19. Juni 1894 in Chur; † 6. Mai 1921 ebenda), war eine Schweizer Frauenrechtsaktivistin und Vorkämpferin der Frauenbewegung Graubündens.

## Leben
Paula Weber-Bernhard besuchte den Musik- und Klavierunterricht sowie die Handelsschule in Chur. Danach verbrachte sie einige Monate in Neuchâtel und Neapel. 19-jährig heiratete sie Hans Ulrich Weber und brachte am 23. Mai 1914 ihre Tochter Annie Marie zur Welt. Diese wurde Lehrerin, später Kranken- und Operationsschwester. Während des Zweiten Weltkrieges betreute Annie Marie, im Rahmen der Kinderhilfe des Schweizerischen Roten Kreuzes, bedürftige Kinder aus kriegsführenden Ländern.
Die Lösung der sozialen Nöte ihrer Zeit beschäftigte Weber-Bernhard. Doch sie erkrankte. Jahr für Jahr folgten neue, schwere Krankheitserscheinungen. Nach einer schweren Operation musste sie eine lange Liegezeit ertragen. Später hinderte sie ein Fussleiden fast ganz am Gehen. Trotzdem lehrte sie an der Churer Sonntagsschule. Dem Kinderheim Felsberg-Zizers spendete sie viele selbstgefertigte Kleidungsstücke.
Paula Weber-Bernhard schwebte die Gründung eines bündnerischen Frauenblattes vor. Ihr Anliegen wurde durch den Verlag der Neuen Bündner Zeitung gestützt. Er beschloss die Herausgabe einer Frauenbeilage. Daraufhin gründete Weber-Bernhard die monatliche Extra-Beilage «Die Bündnerin» und führte deren Redaktion. Ihr Ziel war, das Blatt zum Organ der freien Aussprache für die einfachen Bündner Frauen zu entwickeln. Vor allem wollte sie den in der Abgeschiedenheit der Bergtäler lebenden Bergbäuerinnen Anregung und Belehrung bringen: Von den alltäglichen Fragen über Erziehung, Hygiene etc., über die volkstümliche Ethik bis hin zu den grossen Fragen der modernen Frauenbewegung; sie alle sollten auf eine möglichst einfache Weise behandelt werden, um das Interesse und Verständnis der Landfrauen zu finden. Bald nach ihrer Gründung wurde «Die Bündnerin» zum Vereinsorgan der Kantonalen Vereinigung Junger Bündnerinnen.
Paula Weber-Bernhard starb 27-jährig am 6. Mai 1921 im Kreuzspital Chur an einer Tuberkulose-Erkrankung. Nebst ihrem Mann hinterliess sie ihre knapp 7-jährige Tochter.

## Schaffen

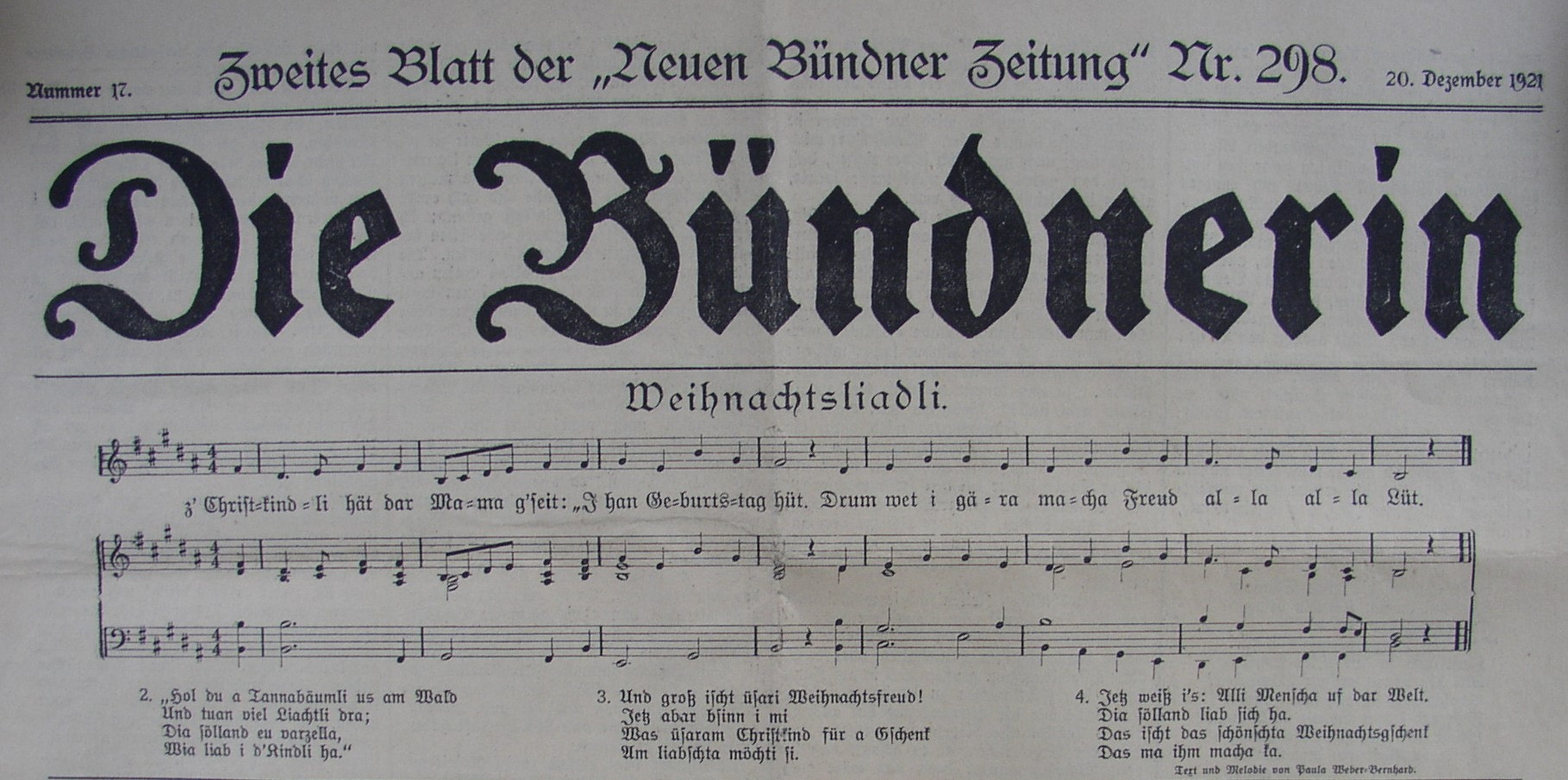
Das «Weihnachtsliadli» in «Die Bündnerin» vom 20. Dezember 1921

In der Churer Sonntagsschule war Paula Weber-Bernhard eine beliebte Lehrerin. Als Pianistin nahm sie an Kammermusikkonzerten und an wöchentlichen Kammermusikabenden teil. Auch dichtete und komponierte sie das «Weihnachtsliadli». Ihre Mitarbeit im Schweizer Frauenblatt wurde im Nachruf vom 2. Juli 1921 gewürdigt. Im Jahr 1920 gründete sie die Frauenzeitung «Die Bündnerin», eine «allein von Frauen für Frauen und Töchter» geschriebene monatliche Ausgabe der «Neuen Bündner Zeitung».